# Love Chronicles
| Recensione | Giudizio |
| ---------- | -------- |
| AllMusic   |          |

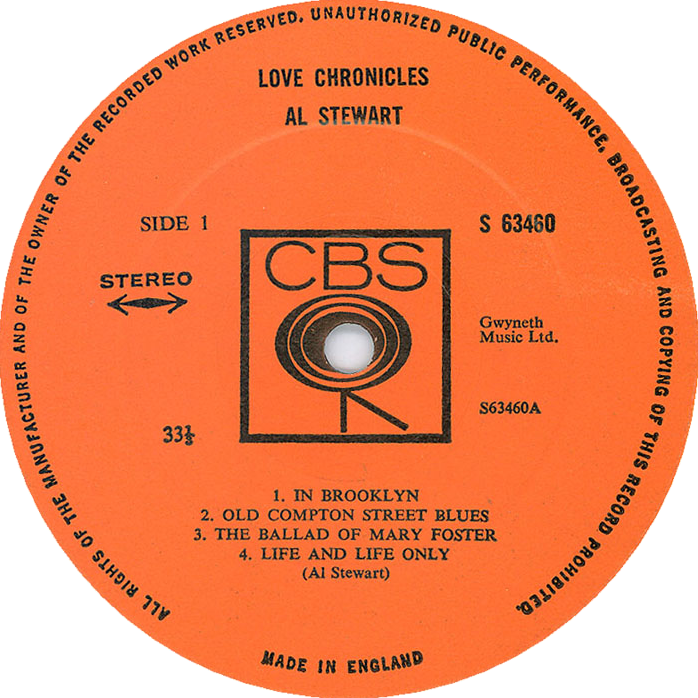

Love Chronicles è il secondo album di Al Stewart, pubblicato nel febbraio del 1969.
Negli Stati Uniti l'album fu pubblicato (dalla Epic Records, BN 26564) nel giugno del 1970 .

## Disco
Love Chronicles fu votato miglior album folk dell'anno dal Melody Maker.
In Brooklyn è dedicata al celebre "borough" di New York visitato da Stewart su invito dell'amico Paul Simon.
L'Old Compton Street di Old Compton Street Blues è una via di Londra non lontana dal Les Cousins, uno dei club londinesi dove il cantautore scozzese si esibiva abitualmente.
Love Chronicles è una ballata di 18 minuti diventata famosa per la presenza, nel testo, della parola fottere (riportata anche sui testi all'interno della copertina).
Sotto lo pseudonimo di Marvyn Prestwick, Simon Breckenridge e Martyn Francis si nascondono rispettivamente Richard Thompson, Simon Nicol e Martin Lamble, tutti membri – insieme al bassista Ashley Hutchings – dei Fairport Convention, band che spesso lo accompagnava nei concerti.
La ragazza fotografata nel retro di copertina insieme  a Stewart è Mandi, fidanzata di allora.
In questo disco suona anche Jimmy Page.
Nel 2007 è uscito un CD del disco con alcune bonus tracks.

## Tracce

### LP
Lato A (S63460A)
Testi e musiche di Al Stewart.
1. In Brooklyn – 3:40
2. Old Compton Street Blues – 4:24
3. The Ballad of Mary Foster – 8:01
4. Life and Life Only – 5:47

Lato B (S63460B)
Testi e musiche di Al Stewart.
1. You Should Have Listened to Al – 2:58
2. Love Chronicles – 18:00

- La durata dei brani (non accreditati sull'ellepì originale) sono ricavati dalla ristampa su CD (con tracce bonus) del 2007

### CD
Edizione CD del 2007, pubblicato dalla Collectors' Choice Music (CCM-776)
Testi e musiche di Al Stewart, eccetto dove indicato.
1. In Brooklyn – 3:40
2. Old Compton Street Blues – 4:24
3. The Ballad of Mary Foster – 8:01
4. Life and Life Only – 5:47
5. You Should Have Listened to Al – 2:58
6. Love Chronicles – 18:00
7. Jackdaw – 3:18 – Traccia bonus
8. She Follows Her Own Rules – 3:16 (Al Stewart, Peter White) – Traccia bonus
9. Fantasy – 2:15 – Traccia bonus

## Musicisti
- Al Stewart – voce, chitarra
- Marvyn Prestwick – chitarra
- Jimmy Page – chitarra
- Simon Beckenridge – chitarra
- Ashley S. Hutchings – basso
- Brian Odgers – basso
- Brian Brocklehurst – basso
- Martyn Francis – batteria
- Harvey Burns – batteria
- Phil Phillips – organo
- Stephen Gray – organo

Note aggiuntive
- Roy Guest – produttore
- John Woods e Al Stewart – co-produttori
- John Woods e Ron Pender – ingegneri delle registrazioni
- Sophie Litchfield – foto copertina album originale
- John Hays – design copertina album originale [4]